# Selección de fútbol sub-20 de Irak
La Selección de fútbol sub-20 de Irak, conocida también como la Selección juvenil de fútbol de Irak, es el equipo que representa al país en el Mundial Sub-20, la Copa Árabe Sub-20 y en la Copa Asiática Sub-20 de la AFC; y es controlada por la Asociación de Fútbol de Irak.
Es el primer equipo de categoría juvenil en recibir el premio al Equipo del Año de la AFC, el cual le fue otorgado en el año 2013 tras quedar en semifinales del mundial de la categoría en Turquía.

## Palmarés
- Copa Asiática Sub-20 de la AFC: 5

1975, 1977, 1978, 1988, 2000
- Copa Árabe Sub-20: 1

1983
- Campeonato de la WAFF Sub-18: 2

2019, 2021

## Estadísticas

### Mundial sub-20
| FIFA U-20 World Cup | FIFA U-20 World Cup                       | FIFA U-20 World Cup                       | FIFA U-20 World Cup                       | FIFA U-20 World Cup                       | FIFA U-20 World Cup                       | FIFA U-20 World Cup                       | FIFA U-20 World Cup                       | FIFA U-20 World Cup                       |
| Año                 | Pos.                                      | J                                         | G                                         | E                                         | P                                         | GF                                        | GC                                        |                                           |
| ------------------- | ----------------------------------------- | ----------------------------------------- | ----------------------------------------- | ----------------------------------------- | ----------------------------------------- | ----------------------------------------- | ----------------------------------------- | ----------------------------------------- |
| 1977                | Fase de grupos                            | 3                                         | 1                                         | 0                                         | 2                                         | 6                                         | 8                                         |                                           |
| 1979                | Clasificó pero no participó en el mundial | Clasificó pero no participó en el mundial | Clasificó pero no participó en el mundial | Clasificó pero no participó en el mundial | Clasificó pero no participó en el mundial | Clasificó pero no participó en el mundial | Clasificó pero no participó en el mundial | Clasificó pero no participó en el mundial |
| 1981                | No clasificó                              | No clasificó                              | No clasificó                              | No clasificó                              | No clasificó                              | No clasificó                              | No clasificó                              | No clasificó                              |
| 1983                | No clasificó                              | No clasificó                              | No clasificó                              | No clasificó                              | No clasificó                              | No clasificó                              | No clasificó                              | No clasificó                              |
| 1985                | No clasificó                              | No clasificó                              | No clasificó                              | No clasificó                              | No clasificó                              | No clasificó                              | No clasificó                              | No clasificó                              |
| 1987                | No clasificó                              | No clasificó                              | No clasificó                              | No clasificó                              | No clasificó                              | No clasificó                              | No clasificó                              | No clasificó                              |
| 1989                | Cuartos de final                          | 4                                         | 3                                         | 0                                         | 1                                         | 5                                         | 2                                         |                                           |
| 1991                | No clasificó                              | No clasificó                              | No clasificó                              | No clasificó                              | No clasificó                              | No clasificó                              | No clasificó                              | No clasificó                              |
| 1993                | No clasificó                              | No clasificó                              | No clasificó                              | No clasificó                              | No clasificó                              | No clasificó                              | No clasificó                              | No clasificó                              |
| 1995                | No clasificó                              | No clasificó                              | No clasificó                              | No clasificó                              | No clasificó                              | No clasificó                              | No clasificó                              | No clasificó                              |
| 1997                | No clasificó                              | No clasificó                              | No clasificó                              | No clasificó                              | No clasificó                              | No clasificó                              | No clasificó                              | No clasificó                              |
| 1999                | No clasificó                              | No clasificó                              | No clasificó                              | No clasificó                              | No clasificó                              | No clasificó                              | No clasificó                              | No clasificó                              |
| 2001                | Fase de grupos                            | 3                                         | 1                                         | 0                                         | 2                                         | 5                                         | 9                                         |                                           |
| 2003                | No clasificó                              | No clasificó                              | No clasificó                              | No clasificó                              | No clasificó                              | No clasificó                              | No clasificó                              | No clasificó                              |
| 2005                | No clasificó                              | No clasificó                              | No clasificó                              | No clasificó                              | No clasificó                              | No clasificó                              | No clasificó                              | No clasificó                              |
| 2007                | No clasificó                              | No clasificó                              | No clasificó                              | No clasificó                              | No clasificó                              | No clasificó                              | No clasificó                              | No clasificó                              |
| 2009                | No clasificó                              | No clasificó                              | No clasificó                              | No clasificó                              | No clasificó                              | No clasificó                              | No clasificó                              | No clasificó                              |
| 2011                | No clasificó                              | No clasificó                              | No clasificó                              | No clasificó                              | No clasificó                              | No clasificó                              | No clasificó                              | No clasificó                              |
| 2013                | Cuarto lugar                              | 7                                         | 3                                         | 3                                         | 1                                         | 11                                        | 11                                        |                                           |
| 2015                | No clasificó                              | No clasificó                              | No clasificó                              | No clasificó                              | No clasificó                              | No clasificó                              | No clasificó                              | No clasificó                              |
| 2017                | No clasificó                              | No clasificó                              | No clasificó                              | No clasificó                              | No clasificó                              | No clasificó                              | No clasificó                              | No clasificó                              |
| 2019                | No clasificó                              | No clasificó                              | No clasificó                              | No clasificó                              | No clasificó                              | No clasificó                              | No clasificó                              | No clasificó                              |
| 2023                | Fase de grupos                            | 3                                         | 0                                         | 1                                         | 2                                         | 0                                         | 7                                         |                                           |
| 2025                | No clasificó                              | No clasificó                              | No clasificó                              | No clasificó                              | No clasificó                              | No clasificó                              | No clasificó                              | No clasificó                              |
| Total               | 5/24                                      | 20                                        | 8                                         | 4                                         | 8                                         | 27                                        | 37                                        |                                           |

### Copa Asiática Sub-20
| AFC U-20 Championship | AFC U-20 Championship | AFC U-20 Championship | AFC U-20 Championship | AFC U-20 Championship | AFC U-20 Championship | AFC U-20 Championship | AFC U-20 Championship | AFC U-20 Championship |
| Año                   | Pos.                  | J                     | G                     | E                     | P                     | GF                    | GC                    |                       |
| --------------------- | --------------------- | --------------------- | --------------------- | --------------------- | --------------------- | --------------------- | --------------------- | --------------------- |
| 1975                  | Campeón               | 6                     | 5                     | 1                     | 0                     | 18                    | 1                     |                       |
| 1976                  | Cuartos de final      | 4                     | 3                     | 1                     | 0                     | 13                    | 1                     |                       |
| 1977                  | Campeón               | 5                     | 5                     | 0                     | 0                     | 19                    | 4                     |                       |
| 1978                  | Campeón               | 6                     | 4                     | 2                     | 0                     | 20                    | 2                     |                       |
| 1980                  | No participó          | No participó          | No participó          | No participó          | No participó          | No participó          | No participó          | No participó          |
| 1982                  | 3.er Lugar            | 3                     | 1                     | 0                     | 2                     | 4                     | 5                     |                       |
| 1985                  | No clasificó          | No clasificó          | No clasificó          | No clasificó          | No clasificó          | No clasificó          | No clasificó          | No clasificó          |
| 1986                  | No clasificó          | No clasificó          | No clasificó          | No clasificó          | No clasificó          | No clasificó          | No clasificó          | No clasificó          |
| 1988                  | Campeón               | 5                     | 2                     | 3                     | 0                     | 5                     | 3                     |                       |
| 1990                  | No participó          | No participó          | No participó          | No participó          | No participó          | No participó          | No participó          | No participó          |
| 1992                  | No participó          | No participó          | No participó          | No participó          | No participó          | No participó          | No participó          | No participó          |
| 1994                  | 4.º Lugar             | 6                     | 2                     | 2                     | 2                     | 8                     | 8                     |                       |
| 1996                  | No participó          | No participó          | No participó          | No participó          | No participó          | No participó          | No participó          | No participó          |
| 1998                  | Fase de grupos        | 4                     | 1                     | 0                     | 3                     | 6                     | 13                    |                       |
| 2000                  | Campeón               | 6                     | 3                     | 3                     | 0                     | 11                    | 3                     |                       |
| 2002                  | No clasificó          | No clasificó          | No clasificó          | No clasificó          | No clasificó          | No clasificó          | No clasificó          | No clasificó          |
| 2004                  | Cuartos de final      | 4                     | 3                     | 0                     | 1                     | 7                     | 1                     |                       |
| 2006                  | Cuartos de final      | 4                     | 2                     | 1                     | 1                     | 8                     | 5                     |                       |
| 2008                  | Fase de grupos        | 3                     | 1                     | 0                     | 2                     | 3                     | 5                     |                       |
| 2010                  | Fase de grupos        | 3                     | 0                     | 0                     | 3                     | 1                     | 7                     |                       |
| 2012                  | Finalista             | 6                     | 4                     | 2                     | 0                     | 10                    | 3                     |                       |
| 2014                  | Fase de grupos        | 3                     | 1                     | 1                     | 1                     | 8                     | 3                     |                       |
| 2016                  | Cuartos de final      | 4                     | 1                     | 2                     | 0                     | 7                     | 2                     |                       |
| 2018                  | Fase de grupos        | 3                     | 0                     | 1                     | 2                     | 3                     | 9                     |                       |
| 2023                  | Finalista             | 6                     | 2                     | 2                     | 2                     | 6                     | 5                     |                       |
| 2025                  | Cuartos de final      | 4                     | 1                     | 2                     | 1                     | 4                     | 4                     |                       |
| Total                 | 5 títulos             | 85                    | 42                    | 23                    | 20                    | 160                   | 84                    |                       |

### Copa Árabe Sub-20
| Copa Árabe Sub-20 | Copa Árabe Sub-20 | Copa Árabe Sub-20 | Copa Árabe Sub-20 | Copa Árabe Sub-20 | Copa Árabe Sub-20 | Copa Árabe Sub-20 | Copa Árabe Sub-20 | Copa Árabe Sub-20 |
| Año               | Pos.              | J                 | G                 | E                 | P                 | GF                | GC                |                   |
| ----------------- | ----------------- | ----------------- | ----------------- | ----------------- | ----------------- | ----------------- | ----------------- | ----------------- |
| 1983              | Campeón           | 7                 | 5                 | 2                 | 0                 | 16                | 4                 |                   |
| 1985              | 3.º Lugar         | 7                 | 4                 | 1                 | 2                 | 10                | 5                 |                   |
| 1989              | Finalista         | 6                 | 4                 | 0                 | 2                 | 12                | 6                 |                   |
| 2011              | Fase de grupos    | 4                 | 2                 | 0                 | 2                 | 6                 | 4                 |                   |
| 2012              | Fase de grupos    | 3                 | 0                 | 1                 | 2                 | 6                 | 9                 |                   |
| 2020              | Cuartos de final  | 4                 | 1                 | 1                 | 2                 | 3                 | 3                 |                   |
| 2021              | Fase de grupos    | 3                 | 1                 | 1                 | 1                 | 7                 | 5                 |                   |
| 2022              | Fase de grupos    | 2                 | 0                 | 0                 | 2                 | 1                 | 5                 |                   |
| Total             | Mejor: Campeón    | 36                | 17                | 6                 | 13                | 61                | 41                |                   |

### Campeonato de la WAFF Sub-18
| Campeonato de la WAFF Sub-18 | Campeonato de la WAFF Sub-18 | Campeonato de la WAFF Sub-18 | Campeonato de la WAFF Sub-18 | Campeonato de la WAFF Sub-18 | Campeonato de la WAFF Sub-18 | Campeonato de la WAFF Sub-18 | Campeonato de la WAFF Sub-18 | Campeonato de la WAFF Sub-18 |
| Año                          | Pos.                         | J                            | G                            | E                            | P                            | GF                           | GC                           |                              |
| ---------------------------- | ---------------------------- | ---------------------------- | ---------------------------- | ---------------------------- | ---------------------------- | ---------------------------- | ---------------------------- | ---------------------------- |
| 2019                         | Campeones                    | 4                            | 1                            | 2                            | 1                            | 5                            | 6                            |                              |
| 2021                         | Campeones                    | 5                            | 3                            | 1                            | 1                            | 9                            | 1                            |                              |
| Total                        | 2 títulos                    | 11                           | 4                            | 3                            | 2                            | 14                           | 7                            |                              |